# Henkäys Ikuisuudesta
Henkäys Ikuisuudesta は、ターヤ・トゥルネンのファースト・ソロ・アルバム。フィンランドで30,000枚を超える売り上げになり、ゴールド～プラチナ・ディスクになった。アルバムの発売は2006年11月8日だが、これに先行してシングル You Would Have Loved This が10月25日にリリースされた。
2004年にリリースされたシングル Yhden Enkelin Unelma から始まったクリスマス・プロジェクトは、このアルバムをもっていったん幕を閉じた。毎年冬に行われていたコンサート・ツアーもこの年で終了となり、今後の予定は一切未定となっている。

## 収録トラック
1. "Kuin Henkäys Ikuisuutta"
2. "You Would Have Loved This"
3. ハッピー・ニュー・イヤー "Happy New Year"
4. 栄誉はいらない "En Etsi Valtaa, Loistoa"
5. ハッピー・クリスマス（戦争は終った） "Happy Christmas (War Is Over)"
6. クリスマスの朝のスズメ "Varpunen Jouluaamuna"
7. アヴェ・マリア "Ave Maria"
8. アイズ・オブ・ア・チャイルド "The Eyes of a Child"
9. 小屋は雪の下に眠る "Mökit Nukkuu Lumiset"
10. 夜のとばりが近づき "Jo Joutuu Ilta"
11. マリアの御子 "Marian Poika"
12. マニフィカト "Magnificat: Quia Respexit"
13. ウォーキング・イン・ジ・エアー "Walking in the Air"
14. きよしこの夜 "Jouluyö, Juhlayö"